# Hrušová dolina
Hrušová dolina este o arie protejată (arie specială de conservare — SAC, sit de importanță comunitară — SCI) din Republica Cehă întinsă pe o suprafață de 98,3 ha, integral pe uscat.

## Localizare
Centrul sitului Hrušová dolina este situat la coordonatele 49°06′27″N 18°06′08″E / 49.1075°N 18.102222°E.

## Înființare
Situl Hrušová dolina a fost declarat sit de importanță comunitară în aprilie 2005 pentru a proteja 1 specie de plante. Situl a fost protejat și ca arie specială de conservare în iulie 2012.

## Biodiversitate
Situată în ecoregiunea continentală, aria protejată nu include niciun habitat protejat.
La baza desemnării sitului se află o specie protejată de  plante: Tephroseris longifolia subsp. moravica.